# Lato Filmów
Lato Filmów, Wiosna Filmów – międzynarodowy festiwal filmowy i artystyczny, który odbywał się od 1995 roku w Kazimierzu Dolnym (Kazimierz nad Wisłą) jako Festiwal Filmowy i Artystyczny Lato Filmów, w 2005 przeniesiony przez organizatorów do Torunia jako Toruń, Festiwal Filmowy i Artystyczny „Lato Filmów”, a w 2008 do Warszawy, od 2013 jako Wiosna Filmów. W 2020 festiwal odbył się w formule online i była to ostatnia edycja festiwalu – po 2020 festiwal nie był organizowany.
Festiwal kładzie nacisk na sztukę scenariopisarstwa. Od 2005 roku przyznawane są na nim nagrody Pióro Mistrza dla wybitnych scenarzystów filmowych, dotychczas otrzymali je Tadeusz Konwicki, Jerzy Stefan Stawiński, Stanisław Różewicz, Józef Hen, Andrzej Mularczyk, Jerzy Janicki (pośmiertnie) i Krzysztof Zanussi.
Gromadzi fanów kina z całego kraju, przyciągając ich premierami filmów polskich i zagranicznych. Odbywa się w pierwszej połowie lipca, trwając zazwyczaj 7–9 dni. W programie prezentowanych jest zwykle około 200 obrazów – filmy fabularne, dokumentalne, offowe i studenckie. Co roku też odbywają się retrospektywy wybranych reżyserów, scenarzystów, szczegółowe prezentacje wybranych kinematografii. Organizowane są spotkania dla publiczności, wykłady, przedstawienia, pokazy, projekcje.
W ramach festiwalu odbywają się następujące konkursy:
- Międzynarodowy Konkurs na Film z Najlepszym Scenariuszem (od 2005 roku)
- Konkurs Kina Niezależnego (od 2002 roku)
- Konkurs Etiud Studenckich (od 2007 roku)
- Konkurs Publiczności (od 1995 roku)

Od 2001 roku dyrektorem Festiwalu był Maciej Zabojszcz.